# World Series of Poker 1981
Le World Series of Poker 1981 furono la dodicesima edizione della manifestazione. Si tennero dal 7 al 24 maggio presso il casinò Binion's Horseshoe di Las Vegas.
Il vincitore del Main Event fu Stu Ungar, che bissò il successo dell'anno precedente. Per il campione statunitense si trattò del secondo dei tre successi totali al Main Event WSOP (il terzo arriverà nel 1997).

## Eventi preliminari
| Evento                                    | Vincitore                       | Premio  | Ultimo giocatore eliminato |
| ----------------------------------------- | ------------------------------- | ------- | -------------------------- |
| $1.000 Draw High                          | Ed Barmach                      | $18.000 | Jackie Mills               |
| $600 Mixed Doubles                        | Frank Cardone & Juanda Matthews | $7.800  | Sconosciuto                |
| $1.500 No Limit Hold'em                   | Fredric David                   | $96.000 | Doug Johnson               |
| $1.000 Seven Card Stud                    | Sid Gammerman                   | $52.000 | Mark Speert                |
| $400 Seven Card Stud riservato alle donne | Ruth Godfrey                    | $17.600 | Jackie Jean                |
| $1.000 Seven Card Razz                    | Bruce Hershenson                | $34.500 | Bob Ross                   |
| $1.000 Seven Card Stud Split              | Johnny Moss                     | $33.500 | Ralph Bidwell              |
| $5.000 Seven Card Stud                    | A. J. Myers                     | $67.500 | Eric Drache                |
| $2.500 Ace to Five Draw                   | Mickey Perry                    | $46.250 | Jack Straus                |
| $1.000 No Limit Hold'em                   | Dudy Roach                      | $81.000 | Sconosciuto                |
| $1.000 Ace to Five Draw                   | Glen Rodgers                    | $44.000 | Rick Morella               |
| $10.000 Deuce to Seven Draw               | Stu Ungar                       | $95.000 | Bobby Baldwin              |

## Main Event
I partecipanti al Main Event furono 75. Ciascuno di essi pagò un buy-in di 10.000 dollari.

### Tavolo finale
| Piazzamento | Nome          | Premio   |
| ----------- | ------------- | -------- |
| 1°          | Stu Ungar     | $375.000 |
| 2°          | Perry Green   | $150.000 |
| 3°          | Gene Fisher   | $75.000  |
| 4°          | Ken Smith     | $37.500  |
| 5°          | Bill Smith    | $37.500  |
| 6°          | Jay Heimowitz | $30.000  |